# سیارک ۲۰۴۸۳۱

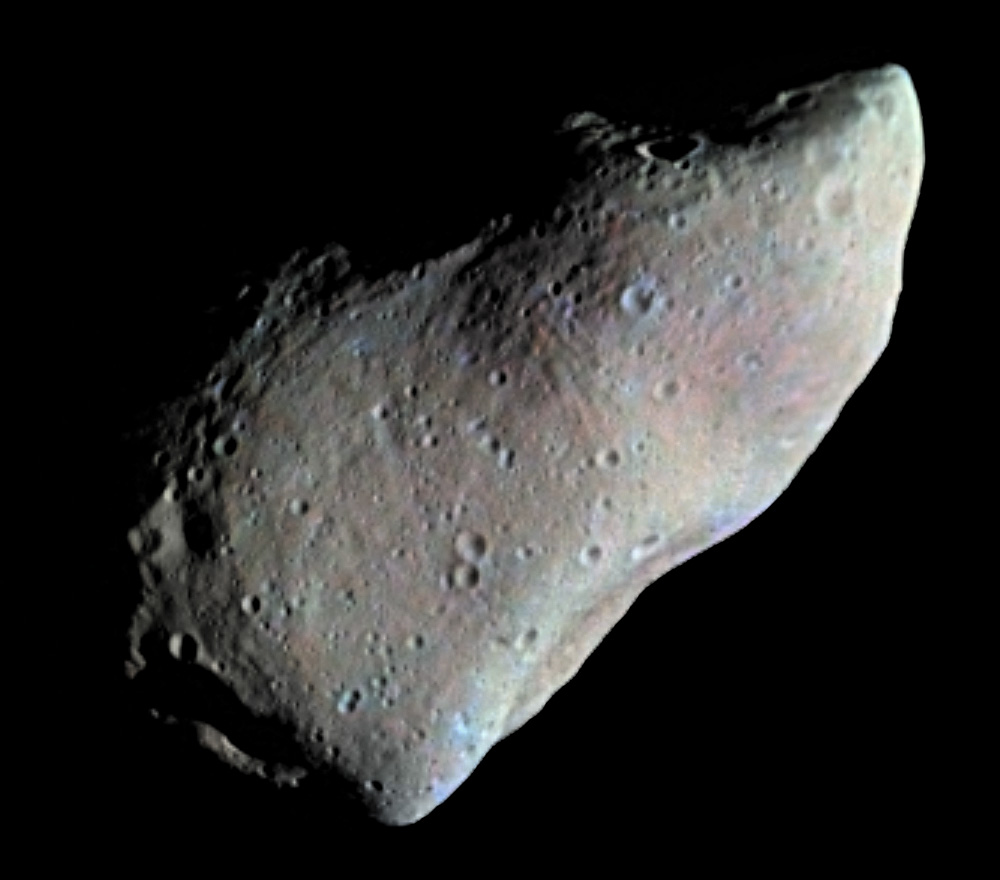
نمایی از سیارک ۲۰۴۸۳۱ در منظومهٔ خورشیدی – ۱۹۹۲

سیارک ۲۰۴۸۳۱ (به انگلیسی: 204831 Levski، نامگذاری:2007PQ28) دویست و چهار هزار و هشتصد و سی و یکمین سیارک کشف شده‌است که در ۱۴ اوت ۲۰۰۷ کشف شد.